# 愛達利網絡
愛達利網絡控股有限公司，簡稱愛達利網絡控股，以及愛達利網絡（英語：Vodatel Networks Holdings Limited，港交所：8033，OTCBB：VTNWY
），在1992年由José Manuel dos Santos創立，現時經營提供網絡及系統基建及應用程式、大客戶網絡管理系統及專用軟件解決方案。
其股份自2000年2月25日在香港交易所創業板上市。總部位於澳門氹仔永福街74號愛達利大廈，香港則為香港北角屈臣道2-8號海景大廈B座7樓713B。於2016年1月,該公司市值大約為2億元。

## 連結
- VodatelSys.com （页面存档备份，存于）